# Вангануи (град)
Вангануи (енгл. Whanganui; маор. Whanganui, Wanganui) је град Северног острва Новог Зеланда и деветнаести по величини у држави. Лежи на западној обали острва, на ушћу истоимене реке, најдуже пловне новозеландске реке. Подигнут је 1840. године, у региону Манавату-Вангануи. Према статистичким проценама из 2018. године, сам град је имао 42.300 становника.